# Ježov, Hodonín
Ježov là một làng thuộc huyện Hodonín, vùng Jihomoravský, Cộng hòa Séc.